# Klaus-Dieter Laudien
Klaus-Dieter Laudien (* 7. Januar 1938 in Königsberg) ist ein deutscher Flottillenadmiral außer Dienst der Deutschen Marine der Bundeswehr.

## Leben
Klaus-Dieter Laudien trat am 1. April 1959 in die Bundesmarine ein (Crew IV/59).
Von 1972 bis 1974 nahm er am 14. Admiralstabslehrgang an der Führungsakademie der Bundeswehr in Hamburg teil.
Als Fregattenkapitän war er von Oktober 1976 bis Ende September 1977 Erster Offizier auf dem Zerstörer Hamburg und von Oktober 1980 bis Ende März 1982 Kommandant des Zerstörers Bayern. Bevor er dann bis 1985 als Marineattaché an die deutsche Botschaft nach Washington ging, war er noch kurz im Führungsstab der Streitkräfte. Von April 1985 bis 1986 war er Kommandeur des 2. Zerstörergeschwaders.
Am 1. April 1989 wurde er als zweiter Deutscher mit der Führung des Standing Naval Force Atlantic (STANAV-FORLANT) beauftragt. Als Flottillenadmiral war er vom 11. Mai 1990 bis 30. September 1992 Kommandeur der Zerstörerflottille. Während der Operation Südflanke kommandierte er einen deutschen Verband, welcher im Mittelmeer die NATO-Präsenz verstärkte. Zuletzt war er von Oktober 1992 bis September 1995 Amtschef des Amtes für Studien und Übungen der Bundeswehr in Bergisch Gladbach und später Waldbröl. Mit Ablauf des September 1995 wurde er in den Ruhestand versetzt.
Nach seiner Versetzung in den Ruhestand wurde er am 1. Dezember 1995 Direktor der Konzernvertretung Bonn/Berlin von Klöckner-Humboldt-Deutz.
Laudien ist verheiratet, evangelisch und hat drei Söhne.

## Auszeichnungen
- Ehrenkreuz der Bundeswehr in Gold
- Legion of Merit (1985)
- Verdienstkreuz am Bande des Verdienstordens der Bundesrepublik Deutschland (1986)
- Verdienstorden (Norwegen) (1994)